# Cecina (Italia)
Cecina es una localidad italiana de la provincia de Livorno, región de Toscana, con 28.126 habitantes. Se encuentra en la costa del mar de Liguria (mar Mediterráneo). 

Ubicación de la ciudad de Cecina dentro de la provincia de Livorno.

## Evolución demográfica
| Gráfica de evolución demográfica de Cecina entre 1861 y 2001 |
|                                                              |
| Fuente ISTAT - Elaboración gráfica por parte de Wikipedia    |